# Biermannia calcarata
Biermannia calcarata är en orkidéart som beskrevs av Leonid Vladimirovitj Averjanov. Biermannia calcarata ingår i släktet Biermannia och familjen orkidéer. Inga underarter finns listade i Catalogue of Life.